# Ingeborg Mstislavna
Ingeborg Mstislavna de Kiev (fl. 1137) est une princesse du Rus' de Kiev, épouse du prince danois Knud Lavard 
duc de Sud Jutland  et roi des Obodrites.

## Biographie
Ingebord est la fille du Grand Prince Mstislav Ier Harald de Kiev et de Christine Ingesdotter. Vers 1116, elle épouse Knud à la suite d'une union arrangée par sa tante maternelle Margrete Fredkulla, successivement reine de Norvège puis de Danemark. Le 7 janvier 1131, elle tente en vain de dissuader Knud de se rendre à l'entrevue au cours de laquelle il est tué par les membres de la Hird de son cousin et rival Magnus Nilsson. Elle donne naissance à un fils posthume en ce même mois de janvier 1131 qu'elle nomme Valdemar, peut-être en référence à son grand-père paternel Vladimir II Monomaque. En 1137, elle refuse les propositions du parti danois qui veut établir son fils comme roi après la mort du roi Éric II Emune. Ingeborg n'est plus mentionnée par les sources ensuite  et la date de sa naissance et de sa mort demeurent inconnues.

## Postérité
- Margarette de Danemark; épouse Stig Tokesen Hvide ;
- Christine de Danemark (née en 1118); épouse en  1133 Magnus IV de Norvège ;
- Catherine de Denmark; épouse vers 1159 Prislav seigneur de Laaland (1175), fils de Niklot, prince des Wendes ;
- Valdemar (né en 1131).